# Белковая инженерия
Белковая инженерия (англ. Protein engineering) — раздел биотехнологии, который занимается разработкой полезных или ценных белков. Это относительно новая дисциплина, которая направлена на исследование фолдинга белков и принципов модификации и создания белков.
Существуют две основные стратегии для белковой инженерии: направленная модификация белка и направленная эволюция. Эти методы не являются взаимоисключающими; исследователи часто применяют оба. В будущем, более детальное знание структуры и функции белков, а также достижения в области высоких технологий, может значительно расширить возможности белковой инженерии. В итоге, даже неприродные аминокислоты могут быть включены благодаря новому методу, который позволяет включать новые аминокислоты в генетический код.

## Направленная модификация белков
При направленной модификации белка учёный использует подробное знание строения и назначения белка, чтобы внести нужные изменения. Как правило, этот метод имеет то преимущество, что он недорогой и технически несложный, так как техника сайт-направленного мутагенеза хорошо развита. Однако, его основным недостатком является то, что сведения о подробном строении белка часто отсутствуют, и даже когда строение известно, может быть очень трудно предсказать влияние различных мутаций.
Программные алгоритмы модификации белка стремятся к выявлению новых аминокислотных последовательностей, которые требуют мало энергии для формирования предопределённого целевого строения. В то время как последовательность, которая должна быть найдена, велика, наиболее сложным требованием для модификации белка является быстрый, но точный способ для выявления и определения оптимальной последовательности, в отличие её от аналогичных субоптимальных последовательностей.

## Направленная эволюция
В направленной эволюции случайный мутагенез применяется к белку и селекция идёт так, чтобы выбрать варианты, которые имеют определённые качества. Далее применяются ещё круги мутации и селекции. Этот метод имитирует естественную эволюцию и в целом позволяет получить превосходные результаты для направленной модификации.
Дополнительный метод, известный как ДНК-перетасовки, смешивает и выявляет части удачных вариантов для получения лучших результатов. Этот процесс имитирует рекомбинации, которые происходят естественно во время полового размножения. Преимуществом направленной эволюции является то, что она не требует предварительных знаний о структуре белка, да и не нужно, чтобы иметь возможность прогнозировать, какое влияние данная мутация будет иметь. В самом деле, результаты экспериментов направленной эволюции удивляют, поскольку желаемые изменения часто бывают вызваны мутациями, которые не должны были иметь такой эффект. Недостатком является то, что этот метод требует высокой пропускной способности, который не представляется возможным для всех белков. Большое количество рекомбинантной ДНК должно быть мутированным и необходимо провести скрининг продуктов на выявление желаемого качества. Огромное количество вариантов часто требует покупки робототехники для автоматизации процесса. Кроме того, не всегда легко провести скрининг на выявление всех интересующих качеств.

## Примеры инженерных белков
С применением вычислительных методов был разработан белок с новым строением, а также датчики для искусственных молекул. Технология «фьюжин белков» дала возможность создать рилонацепт — препарат для лечения криопирин-зависимого периодического синдрома.
Другой метод расчёта, IPRO, успешно применяется при разработке переключения кофактора редуктазы ксилозы Candida boidinii. Итерационная модификация и оптимизация белка (IPRO) изменяет белки так, чтобы увеличить или привнести сродство к естественным или новым субстратам и кофакторам. Это делается за счёт многократных случайных возмущений структуры белков вокруг заданных позиций структуры и определения минимальной энергии связи ротамеров и определения, если новая конструкция имеет меньшую энергию, чем предыдущие. Автоматизированная модификация была также использована для конструирования сложных свойств нано-белка. Белок оболочки E. coli bacterioferritin (EcBfr), который имеет структурную неустойчивость и неполную самосборку, стал модельным объектом для настоящего исследования. С помощью компьютерного анализа и сравнения его гомологов было обнаружено, что этот белок имеет меньшую, чем обычно, димерную структуру на его оси симметрии главным образом из-за наличия мостиком из остатков аспарагина. Для исследования структурной устойчивости инженерных EcBfr, используется полуэмпирический расчетный метод для изучения практической разности энергий из 480 возможных мутантов димеров по отношению к диким EcBfr. Замена этих двух аспарагинов гидрофобными аминокислотами приводит к образованию белков, которые складываются в альфа-спиральные мономеры и собираются в клетках, о чем свидетельствует круговая дихроизма и электронная микроскопия. И термическая, и химическая денатурации подтверждают, что все модифицированные белки, в согласии с расчётами, обладают повышенной стабильностью. Одна из трёх мутаций идёт в пользу более высокой олигомеризации в растворе, как показывает хроматография и гель-электрофорез.